# Sahidisch
Sahidisch of Thebanisch is een oud en niet meer in gebruik zijnd dialect van het Koptisch uit Opper-Egypte. Het Koptisch is de laatste fase van de Egyptische taal.
De oude Koptische literatuur werd bijna uitsluitend in het Sahidisch geschreven, in het bijzonder de vertalingen van Bijbelboeken, Apocriefe boeken en Nag Hammadigeschriften.
In het klooster Dscheme in de nabijheid van Thebe in Egypte zijn vele geschriften in dit dialect gevonden.
De Openbaring van Johannes uit het Nieuwe Testament is het enige manuscript in het Koptische schrift dat tot nu toe bewaard is gebleven. Bij moderne opgravingen in Egypte worden steeds weer fragmenten gevonden en de hoop is dat men een complete versie van het Nieuwe Testament kan reconstrueren in het oude Koptisch dialect, het Sahidisch. De eerste fragmenten stammen uit de vijfde eeuw en zijn soms tweetalig.